# Elezioni generali in Uruguay del 2009
Le elezioni generali in Uruguay del 2009 si tennero il 25 ottobre (primo turno) e il 29 novembre (secondo turno) per l'elezione del Presidente e il rinnovo dell'Assemblea generale (Camera dei rappresentanti e Camera dei senatori).
Le elezioni presidenziali videro la vittoria di José Mujica, sostenuto dal Fronte Ampio, che sconfisse Luis Alberto Lacalle, sostenuto dal Partito Nazionale.

## Risultati
| Liste                | Candidati            | I turno   | I turno | I turno | II turno  | II turno |
| Liste                | Candidati            | Voti      | %       | Seggi   | Voti      | %        |
| -------------------- | -------------------- | --------- | ------- | ------- | --------- | -------- |
| Fronte Ampio         | José Mujica          | 1.105.262 | 49,34   | 50      | 1.197.638 | 54,63    |
| Partito Nazionale    | Luis Alberto Lacalle | 669.942   | 29,90   | 30      | 994.510   | 45,37    |
| Partito Colorado     | Pedro Bordaberry     | 392.307   | 17,51   | 17      |           |          |
| Partito Indipendente | Pablo Mieres         | 57.360    | 2,56    | 2       |           |          |
| Assemblea Popolare   | Raúl Rodríguez       | 15.428    | 0,69    | -       |           |          |
| Totale               | Totale               | 2.2402.99 |         | 99      | 2.192.148 |          |